# Classe TR 1700
Le type TR 1700 est une classe de sous-marins d'attaque conçus en Allemagne par Thyssen Nordseewerke et utilisés par la Marine argentine.

## Historique
Deux sous-marins ont été construits en Allemagne de l'Ouest dans les années 1980 et sont en service en 2017, quatre autres devaient être construit en Argentine dans les années 1990 mais seulement deux ont été commencés avant l'arrêt des travaux à respectivement 70 et 30 % en 1994.
Les dimensions des TR1700 découle de la nécessité de l’Argentine d’avoir d’un sous-marin océanique doté d’une rayon d'action bien plus élevé de ceux de la concurrence de l’époque, l’objectif étant d'opérer jusqu'aux îles Malouines. Pour répondre au besoin, le nombre de batteries est doublé, les quatre diesels MTU 16V 652 MB81 installés délivrent 1200 kW à 1 400 tours par minute. La coque est allongée par rapport au concept d'origine. Pour l'armement, six tubes lance-torpilles en deux rangées horizontales de trois tubes sont à la poupe du bateau.
On a spéculé que le sous-marin ARA Santa Fe achevé à 70 % pourrait être équipé d'un réacteur nucléaire Carem à la fin des années 2010, mais vu l'état des finances du gouvernement argentin en 2019, cela n'est pas d'actualité.
En 2011, la flotte sous-marine n'avait effectué que 19 heures de plongée pour l'ensemble de ses trois bâtiments.
Le ARA San Juan (S-42) a fait naufrage au large de l’Argentine le 15 novembre 2017.

## Argentine

### Santa Cruz(S-41)
- Quille : 6 décembre 1980
- Lancement : 28 septembre 1982
- Mise en service : 18 octobre 1984
- Parcours :
- Date retrait :
- Fin de vie :

### San Juan(S-42)
- Quille : 18 mars 1982
- Lancement : 20 juin 1983
- Mise en service : 19 novembre 1985
- Parcours :
- Date retrait : —
- Fin de vie : Naufrage dans l'océan Atlantique le 15 novembre 2017

## Équipement électronique
- 1 radar de veille surface Thomson CSF Calypso 4
- 1 sonar actif/passif Atlas Elektronik CSU 3/4
- 1 sonar passif Thomson Sintra DUUX.5
- 1 contrôle d’armes Signaal Sinbad
- 1 détecteur radar Sea Sentry 3